# Eupithecia pseudoabbreviata
Eupithecia pseudoabbreviata là một loài bướm đêm trong họ Geometridae.